# Alfabet amazic llatí
L'alfabet amazic llatí (amazic: Agemmay Amaziɣ Alatin) és la versió de l'alfabet llatí que s'utilitza per a escriure les llengües amazigues. Va ser adoptat al segle xix usant diversitat de lletres. Avui dia, l'alfabet llatí és el preferit per la majoria dels escriptors i lingüistes amazics del nord d'Àfrica i a l'estranger per raons pràctiques.

## Història
Les llengües amazigues es van transcriure originàriament usant l'antiga escriptura líbica, de la qual l'alfabet neo-tifinag n'és el representant modern.
L'ús d'un alfabet llatí per a l'amazic té les seves arrels en les expedicions colonialistes franceses al nord d'Àfrica. Els texts amazics escrits amb alfabet llatí van començar a aparèixer impresos al segle xix quan els expedicionaris colonials i oficials militars francesos, italians i espanyols començaren a realitzar la topografia del nord d'Àfrica. Els francesos van intentar crear esquemes de transliteració per als dialectes àrabs del nord d'Àfrica i per a l'amazic. Els intents no van tenir èxit amb l'àrab, però amb l'amazic van reeixir, després que fos adoptat per alguns literats.
En l'època colonial es va utilitzar un sistema basat en el francès. Tot i que ara ha caigut en desús en part, encara s'utilitza per a la transcripció dels noms en francès. Més recentment, l'Institut Francès de llengües, INALCO, ha proposat el seu propi estàndard d'escriptura que ara és el sistema principal que es fa servir en la majoria d'escrits cabilencs a Cabília, Algèria.
Altres varietats lleugerament diferents d'estàndards basats en el llatí s'han utilitzat des del començament del segle XX per lingüistes amazics del nord d'Àfrica, França, i recentment la Universitat de Barcelona.

## Alfabet llatí amazic septentrional
L'alfabet amazic llatí per a l'amazic septentrional consta de 34 lletres:
- 23 lletres llatines estàndard (totes les lletres que es troben en l'alfabet català, llevat de O, P, i V).
- 11 lletres llatines addicionals modificades: Č Ḍ Ɛ Ǧ Ɣ Ḥ Ř Ṛ Ṣ Ṭ Ẓ
- La marca de labialització: "ʷ" s'afegeix en algunes lletres d'alguns dialectes amazics, produint: gʷ, kʷ, ɣʷ, nʷ, qʷ, and xʷ. Tanmateix, aquestes no solen ser considerades com a lletres independents de l'alfabet amazic septentrional.

| Les 34 lletres de l'alfabet de l'amazic septentrional |   |   |   |   |   |   |   |   |   |   |   |   |   |   |   |   |   |   |   |   |   |   |   |   |   |   |   |   |   |   |   |   |   |
| A                                                     | B | C | Č | D | Ḍ | E | Ɛ | F | G | Ǧ | Ɣ | H | Ḥ | I | J | K | L | M | N | Q | R | Ř | Ṛ | S | Ṣ | T | Ṭ | U | W | X | Y | Z | Ẓ |
| Minúscules                                            |   |   |   |   |   |   |   |   |   |   |   |   |   |   |   |   |   |   |   |   |   |   |   |   |   |   |   |   |   |   |   |   |   |
| a                                                     | b | c | č | d | ḍ | e | ɛ | f | g | ǧ | ɣ | h | ḥ | i | j | k | l | m | n | q | r | ř | ṛ | s | ṣ | t | ṭ | u | w | x | y | z | ẓ |
En texts amazics septentrionals, els noms i paraules d'origen estranger són escrites en la seva forma originària, tot i que continguin les lletres O, P, V, o qualsevol altra lletra no amaziga (com: Ü, ß, Å…).

## Alfabet amazic llatí i alfabet amazictifinag
La taula següent mostra l'alfabet llatí de l'amazic septentrional amb els seus equivalents en els alfabets neotifinag i àrab:
| Amazic llatí | Amazic llatí | Equivalent tifinag de l'IRCAM | Equivalent àrab | Equivalent IPA | Similituds                                          |
| ------------ | ------------ | ----------------------------- | --------------- | -------------- | --------------------------------------------------- |
| 1            | A a          | ⴰ                             | أ / ا / َ        | æ              | "a" com l'anglès bad                                |
| 2            | B b          | ⴱ                             | ب               | β              | com la intervocàlica "b"                            |
| 3            | C c          | ⵛ                             | ش               | ʃ              | com l'anglesa "sh" de ship                          |
| 4            | Č č (tc)     | ⵞ                             | تش              | t͡ʃ             | com l'anglesa "ch" de China                         |
| 5            | D d          | ⴷ                             | د / ذ           | d o ð          | com l'anglesa "d" i "th" de this                    |
| 6            | Ḍ ḍ          | ⴹ                             | ض               | ðˤ             | "d" emfàtica                                        |
| 7            | E e          | ⴻ                             | cap             | ə              | "a" a (neutra) attack                               |
| 8            | Ɛ ɛ (Â â)    | ⵄ                             | ع               | ʕ              | com l'àrab ع `ayn                                   |
| 9            | F f          | ⴼ                             | ف               | f              | com la "f"                                          |
| 10           | G g          | ⴳ                             | (گ)             | ɡ              | "g" com en gat o Grec                               |
| 11           | Ǧ ǧ (dj)     | ⴵ                             | (دج)            | d͡ʒ             | com la "j" catalana                                 |
| 12           | Ɣ ɣ (gh)     | ⵖ                             | غ               | ɣ              | com el neerlandès gaan                              |
| 13           | H h          | ⵀ                             | هـ              | h              | "h" aspirada com hello o high                       |
| 14           | Ḥ ḥ          | ⵃ                             | ح               | ħ              | com l'àrab Muḥammad                                 |
| 15           | I i          | ⵉ                             | ي / ِ            | i              | con l'anglès ee en sheet                            |
| 16           | J j          | ⵊ                             | ج               | ʒ              | com en confusió o televisió, francès "j" en déjà vu |
| 17           | K k          | ⴽ                             | (ک)             | k              | "k" anglesa                                         |
| 18           | L l          | ⵍ                             | ل               | l o ɫ          | "l" no emfàtica (com en alemany o francès)          |
| 19           | M m          | ⵎ                             | م               | m              | m                                                   |
| 20           | N n          | ⵏ                             | ن               | n              | n                                                   |
| 21           | Q q          | ⵇ                             | ق               | q, qʷ o ɢ      | com l'àrab ق "qaf"                                  |
| 22           | R r          | ⵔ                             | ر               | r, rˤ          | com la "r" catalana o italiana                      |
| 23           | Ř ř          | ⵔ / ⵍ                         | ر               | r ~ l          | Una "R" lleugera, pronunciada entre "R" i "L".      |
| 24           | Ṛ ṛ          | ⵕ                             | ر               | rˤ             | "r" emfàtica                                        |
| 25           | S s          | ⵙ                             | س               | s              | s                                                   |
| 26           | Ṣ ṣ          | ⵚ                             | ص               | sˤ             | "s" emfàtica                                        |
| 27           | T t          | ⵜ                             | ت / ث           | t o θ          | "t", i "th" en three                                |
| 28           | Ṭ ṭ          | ⵟ                             | ط               | tˤ             | "t" emfàtica                                        |
| 29           | U u          | ⵓ                             | و / ُ            | ʊ              | "u" com put                                         |
| 30           | W w          | ⵡ                             | وْ               | w              | "w" anglesa com en water                            |
| 31           | X x          | ⵅ                             | خ               | χ              | "j", aspirada, com "ch" alemanya i "kh" àrab        |
| 32           | Y y          | ⵢ                             | يْ               | j              | "y" anglesa com en yes                              |
| 33           | Z z          | ⵣ                             | ز               | z              | "z" anglesa com en zoo                              |
| 34           | Ẓ ẓ          | ⵥ                             | (ژ)             | zˤ             | "z" emfàtica                                        |

La lletra llatina "O" es produeix ocasionalment en ortografia amaziga tuareg. En ortografia amaziga septentrional correspon a la lletra "U".
En interès de la llegibilitat pandialectal, l'alfabet amazic septentrional omet els contrastos fònics que es troben en algunes varietats de llengua amaziga (en particular, el cabilenc i el tarifit) entre oclusives i fricatives.
La labiovelarització fònica de consonants està molt estesa en les varietats amazigues, però hi ha parells rarament mínims i és inestable (per exemple, ameqqʷran ‘llarg’, en el dialecte cabilenc es pronuncia ameqqran en el cabilenc d'At Yanni, només uns pocs quilòmetres més lluny). L'INALCO estàndard usa el diacrític ⟨°⟩ per a la labiovelarització només quan els cal distingir paraules, p. ex.: ireggel vs. iregg°el.
| Alfabet amazic llatí septentrional | Equivalent tifinag | Equivalent IPA |
| ---------------------------------- | ------------------ | -------------- |
| Bʷ bʷ / B° b°                      | ⴱⵯ                 | bʷ             |
| Gʷ gʷ / G° g°                      | ⴳⵯ                 | ɡʷ             |
| Ɣʷ ɣʷ / Ɣ° ɣ°                      | ⵖⵯ                 | ɣʷ             |
| Kʷ kʷ / K° k°                      | ⴽⵯ                 | kʷ             |
| Qʷ qʷ / Q° q°                      | ⵇⵯ                 | qʷ             |
| Xʷ xʷ / X° x°                      | ⵅⵯ                 | xʷ             |

La lletra ⟨ṛ⟩ és usada per [rˤ] només quan contrasta amb ⟨r⟩ (p. ex. ṛwiɣ 'estic satisfet' vs. rwiɣ 'm'estic movent'). En tots els altres casos ⟨r⟩ és usat, p. ex. tarakna 'catifa' (pronunciat taṛakna). Això és perquè [rˤ] sovint és un al·lòfon de /r/ en l'ambient d'altres emfàtics, i altrament poques vegades contrasta amb /r/. Hi ha casos excepcionals d'altres emfàtics, p. ex.: [ʊʃˤːæj] 'gos', que són ignorats (i. e. escrit com a uccay).

### Ús en l'amazic rifeny
En la majoria d'àrees del rifeny (nord del Marroc), la lletra "L" en la paraula alɣem es pronuncia [ařɣem]. "Ř" és pronunciat entre "L" i "R".
Els amazics rifenys pronuncien la "LL" (en paraules com yelli, 'la meva filla') com "dj" o "ǧǧ" (yeǧǧi). En funció dels capricis de l'autor, això es podria representar per escrit com "ll", "dj", una sola "ǧ", o "ǧǧ".
| Lletra rifenya | Paraula rifenya | Altres dialectes amazics | Significat                |
| -------------- | --------------- | ------------------------ | ------------------------- |
| Ř ř            | uř              | ul                       | cor                       |
| Ř ř            | aɣyuř           | aɣyul                    | ase                       |
| Ř ř            | awař            | awal                     | parlar/discurs            |
| Ǧ ǧ            | azeǧǧif         | azellif                  | cap                       |
| Ǧ ǧ            | yeǧǧa           | yella                    | (ell) és / (ell) existeix |
| Ǧ ǧ            | ajeǧǧid         | ajellid                  | rei                       |
| Č č            | wečma           | weltma                   | la meva germana           |
| Č č            | tacemřač        | tacemlalt                | ros / blanc               |
| Č č            | taɣyuč          | taɣyult                  | somera                    |

### Ús en l'amazic de Souss
A Souss (Marroc centremeridional), els escriptors amazics poques vegades utilitzen la vocal neutra "e", o la fan servir de manera inconsistent. En altres parts del món amazic, la vocal neutra "e" s'utilitza per a representar [ə] no fònica. L'amazic tuareg usa "ə" amb aquest propòsit.

### Ús en l'amazic de la Cabília
En amazic cabilenc (nord-est d'Algèria) les africades /t͡s, d͡z/ han estat tradicionalment anotades com ⟨ţ, z̧⟩ durant més de trenta anys. Tanmateix, aquestes africades són poc comunes en altres dialectes (excepte en rifeny) i són condicionades morfològicament, així que en nom de la llegibilitat pandialectal l'INALCO estàndard les omet. En cabilenc l'africada [t͡s] podria derivar de la subjacent /tt/ o /ss/. En el cas anterior l'INALCO estàndard usa ⟨tt⟩, i en el segon usa ⟨ss⟩ (p. ex.: yettawi vs. ifessi derivant del verb fsi).
| Caràcter | Equivalent INALCO | Equivalent tifinag IRCAM | Equivalent IPA | Pronunciació                |
| -------- | ----------------- | ------------------------ | -------------- | --------------------------- |
| Ţ ţ      | Tt tt             | ⵜⵙ                       | t͡s             | ts com en "Tsetse fly"      |
| Ţ ţ      | Ss ss             | ⵜⵙ                       | t͡s             | ts com en "Tsetse fly"      |
| Z̧ z̧      | Zz zz             | ⴷⵣ                       | d͡z             | dz / l'anglès "ds" en words |

La labiovelarització és indicada amb la lletra supraindexada ⟨ʷ⟩ (exemples: kʷ, gʷ), o amb el "signe del grau": "°" (exemples: k°, g°), o simplement amb l'ús de la lletra ⟨w⟩. ⟨ḇ ḏ ǥ ḵ ṯ⟩ poden representar espirantització.
A internet, és comú per a reemplaçar l'èpsilon i la gamma gregues llatinitzades, Ɛɛ i Ɣɣ, amb lletres gregues actuals:
- "Σ", majúscula grega sigma, des de la èpsilon grega majúscula "Ε" és visualment indistingible d'E majúscula llatina
- "ε", majúscula grega èpsilon
- "Γγ" majúscula i minúscula grega gamma

Els escriptors amazics no-cabilencs utilitzen una sèrie de lletres alternatives:
| Caràcter | Equivalent INALCO |
| -------- | ----------------- |
| Â â      | Ɛ ɛ               |
| Ġ ġ      | Ɣ ɣ               |
| Gh gh    | Ɣ ɣ               |
| dj       | Ǧ ǧ               |

### Controvèrsia
Hi ha hagut un debat llarg i aferrissat sobre si s'ha d'usar l'alfabet llatí, l'alfabet tifinag o l'alfabet àrab, com l'alfabet oficial amazic a Algèria i Marroc, entre els activistes amazics i l'establishment antiamazic, principalment aquells amb agendes o orientacions araboislàmiques. Els activistes amazics afavoreixen aclaparadorament l'ús de l'alfabet llatí per tal de garantir un desenvolupament ràpid i proliferació de la llengua amaziga a les escoles, a les institucions públiques, i a internet. Un petit nombre d'ells prefereixen l'alfabet neotifinag. Els estats del Marroc i Algèria usualment es distancien de l'escriptura amaziga basada en l'alfabet llatí, per por que reforçaria la posició de l'amazic contra l'àrab i el francès i, per tant, conduiria a una activitat política amaziga més forta. L'establishment arabomusulmà i els partits polítics sovint rebutgen l'alfabet llatí com a alfabet amazic per les mateixes raons, i en general el marquen com una eina per occidentalitzar i cristianitzar els amazics.
El 2003 el rei Mohammed VI del Marroc va inaugurar l'Institut Reial de la Cultura Amaziga (IRCAM), que va decidir usar el neotifinag com a únic alfabet oficial per a l'amazic del Marroc. La decisió de l'IRCAM va ser rebuda amb molta desaprovació entre els activistes amazics independents, que ho van veure com una manera de neutralitzar l'amazic i evitar el seu desenvolupament ràpid.

## Alfabet amazic llatí meridional (tuàreg)
L'alfabet llatí per a l'amazic meridional (tuàreg) és compost de 36 lletres. Són sobretot lletres llatines amb un caràcter IPA, i incorpora una lletra grega.
La vocal O i la consonant P s'utilitzen només en l'alfabet llatí de l'amazic meridional (tuàreg), no en l'amazic septentrional. La vocal "O" en paraules tuàreg correspon principalment a "U" en paraules de l'amazic septentrional.
| Alfabet de 36 lletres de l'amazic tuàreg (tamasheq) reconegut a Mali des de 1982 | Alfabet de 36 lletres de l'amazic tuàreg (tamasheq) reconegut a Mali des de 1982 | Alfabet de 36 lletres de l'amazic tuàreg (tamasheq) reconegut a Mali des de 1982 | Alfabet de 36 lletres de l'amazic tuàreg (tamasheq) reconegut a Mali des de 1982 | Alfabet de 36 lletres de l'amazic tuàreg (tamasheq) reconegut a Mali des de 1982 | Alfabet de 36 lletres de l'amazic tuàreg (tamasheq) reconegut a Mali des de 1982 | Alfabet de 36 lletres de l'amazic tuàreg (tamasheq) reconegut a Mali des de 1982 | Alfabet de 36 lletres de l'amazic tuàreg (tamasheq) reconegut a Mali des de 1982 | Alfabet de 36 lletres de l'amazic tuàreg (tamasheq) reconegut a Mali des de 1982 | Alfabet de 36 lletres de l'amazic tuàreg (tamasheq) reconegut a Mali des de 1982 | Alfabet de 36 lletres de l'amazic tuàreg (tamasheq) reconegut a Mali des de 1982 | Alfabet de 36 lletres de l'amazic tuàreg (tamasheq) reconegut a Mali des de 1982 | Alfabet de 36 lletres de l'amazic tuàreg (tamasheq) reconegut a Mali des de 1982 | Alfabet de 36 lletres de l'amazic tuàreg (tamasheq) reconegut a Mali des de 1982 | Alfabet de 36 lletres de l'amazic tuàreg (tamasheq) reconegut a Mali des de 1982 | Alfabet de 36 lletres de l'amazic tuàreg (tamasheq) reconegut a Mali des de 1982 | Alfabet de 36 lletres de l'amazic tuàreg (tamasheq) reconegut a Mali des de 1982 | Alfabet de 36 lletres de l'amazic tuàreg (tamasheq) reconegut a Mali des de 1982 | Alfabet de 36 lletres de l'amazic tuàreg (tamasheq) reconegut a Mali des de 1982 | Alfabet de 36 lletres de l'amazic tuàreg (tamasheq) reconegut a Mali des de 1982 | Alfabet de 36 lletres de l'amazic tuàreg (tamasheq) reconegut a Mali des de 1982 | Alfabet de 36 lletres de l'amazic tuàreg (tamasheq) reconegut a Mali des de 1982 | Alfabet de 36 lletres de l'amazic tuàreg (tamasheq) reconegut a Mali des de 1982 | Alfabet de 36 lletres de l'amazic tuàreg (tamasheq) reconegut a Mali des de 1982 | Alfabet de 36 lletres de l'amazic tuàreg (tamasheq) reconegut a Mali des de 1982 | Alfabet de 36 lletres de l'amazic tuàreg (tamasheq) reconegut a Mali des de 1982 | Alfabet de 36 lletres de l'amazic tuàreg (tamasheq) reconegut a Mali des de 1982 | Alfabet de 36 lletres de l'amazic tuàreg (tamasheq) reconegut a Mali des de 1982 | Alfabet de 36 lletres de l'amazic tuàreg (tamasheq) reconegut a Mali des de 1982 | Alfabet de 36 lletres de l'amazic tuàreg (tamasheq) reconegut a Mali des de 1982 | Alfabet de 36 lletres de l'amazic tuàreg (tamasheq) reconegut a Mali des de 1982 | Alfabet de 36 lletres de l'amazic tuàreg (tamasheq) reconegut a Mali des de 1982 | Alfabet de 36 lletres de l'amazic tuàreg (tamasheq) reconegut a Mali des de 1982 | Alfabet de 36 lletres de l'amazic tuàreg (tamasheq) reconegut a Mali des de 1982 | Alfabet de 36 lletres de l'amazic tuàreg (tamasheq) reconegut a Mali des de 1982 | Alfabet de 36 lletres de l'amazic tuàreg (tamasheq) reconegut a Mali des de 1982 |
| -------------------------------------------------------------------------------- | -------------------------------------------------------------------------------- | -------------------------------------------------------------------------------- | -------------------------------------------------------------------------------- | -------------------------------------------------------------------------------- | -------------------------------------------------------------------------------- | -------------------------------------------------------------------------------- | -------------------------------------------------------------------------------- | -------------------------------------------------------------------------------- | -------------------------------------------------------------------------------- | -------------------------------------------------------------------------------- | -------------------------------------------------------------------------------- | -------------------------------------------------------------------------------- | -------------------------------------------------------------------------------- | -------------------------------------------------------------------------------- | -------------------------------------------------------------------------------- | -------------------------------------------------------------------------------- | -------------------------------------------------------------------------------- | -------------------------------------------------------------------------------- | -------------------------------------------------------------------------------- | -------------------------------------------------------------------------------- | -------------------------------------------------------------------------------- | -------------------------------------------------------------------------------- | -------------------------------------------------------------------------------- | -------------------------------------------------------------------------------- | -------------------------------------------------------------------------------- | -------------------------------------------------------------------------------- | -------------------------------------------------------------------------------- | -------------------------------------------------------------------------------- | -------------------------------------------------------------------------------- | -------------------------------------------------------------------------------- | -------------------------------------------------------------------------------- | -------------------------------------------------------------------------------- | -------------------------------------------------------------------------------- | -------------------------------------------------------------------------------- | -------------------------------------------------------------------------------- |
| A                                                                                | Ă                                                                                | B                                                                                | D                                                                                | Ḍ                                                                                | E                                                                                | Ǝ                                                                                | F                                                                                | G                                                                                | Ɣ                                                                                | H                                                                                | Ḥ                                                                                | I                                                                                | J                                                                                | K                                                                                | L                                                                                | Ḷ                                                                                | M                                                                                | N                                                                                | Ŋ                                                                                | O                                                                                | Q                                                                                | R                                                                                | S                                                                                | Ṣ                                                                                | Š                                                                                | T                                                                                | Ṭ                                                                                | U                                                                                | W                                                                                | X                                                                                | Y                                                                                | Z                                                                                | Ž                                                                                | Ẓ                                                                                | ʔ                                                                                |
| a                                                                                | ă                                                                                | b                                                                                | d                                                                                | ḍ                                                                                | e                                                                                | ǝ                                                                                | f                                                                                | g                                                                                | ɣ                                                                                | h                                                                                | ḥ                                                                                | i                                                                                | j                                                                                | k                                                                                | l                                                                                | ḷ                                                                                | m                                                                                | n                                                                                | ŋ                                                                                | o                                                                                | q                                                                                | r                                                                                | s                                                                                | ṣ                                                                                | š                                                                                | t                                                                                | ṭ                                                                                | u                                                                                | w                                                                                | x                                                                                | y                                                                                | z                                                                                | ž                                                                                | ẓ                                                                                | ɂ                                                                                |

| Alfabet llatí de 37 lletres de l'amazic tuàreg (tamasheq), oficial a Níger des de 1999 | Alfabet llatí de 37 lletres de l'amazic tuàreg (tamasheq), oficial a Níger des de 1999 | Alfabet llatí de 37 lletres de l'amazic tuàreg (tamasheq), oficial a Níger des de 1999 | Alfabet llatí de 37 lletres de l'amazic tuàreg (tamasheq), oficial a Níger des de 1999 | Alfabet llatí de 37 lletres de l'amazic tuàreg (tamasheq), oficial a Níger des de 1999 | Alfabet llatí de 37 lletres de l'amazic tuàreg (tamasheq), oficial a Níger des de 1999 | Alfabet llatí de 37 lletres de l'amazic tuàreg (tamasheq), oficial a Níger des de 1999 | Alfabet llatí de 37 lletres de l'amazic tuàreg (tamasheq), oficial a Níger des de 1999 | Alfabet llatí de 37 lletres de l'amazic tuàreg (tamasheq), oficial a Níger des de 1999 | Alfabet llatí de 37 lletres de l'amazic tuàreg (tamasheq), oficial a Níger des de 1999 | Alfabet llatí de 37 lletres de l'amazic tuàreg (tamasheq), oficial a Níger des de 1999 | Alfabet llatí de 37 lletres de l'amazic tuàreg (tamasheq), oficial a Níger des de 1999 | Alfabet llatí de 37 lletres de l'amazic tuàreg (tamasheq), oficial a Níger des de 1999 | Alfabet llatí de 37 lletres de l'amazic tuàreg (tamasheq), oficial a Níger des de 1999 | Alfabet llatí de 37 lletres de l'amazic tuàreg (tamasheq), oficial a Níger des de 1999 | Alfabet llatí de 37 lletres de l'amazic tuàreg (tamasheq), oficial a Níger des de 1999 | Alfabet llatí de 37 lletres de l'amazic tuàreg (tamasheq), oficial a Níger des de 1999 | Alfabet llatí de 37 lletres de l'amazic tuàreg (tamasheq), oficial a Níger des de 1999 | Alfabet llatí de 37 lletres de l'amazic tuàreg (tamasheq), oficial a Níger des de 1999 | Alfabet llatí de 37 lletres de l'amazic tuàreg (tamasheq), oficial a Níger des de 1999 | Alfabet llatí de 37 lletres de l'amazic tuàreg (tamasheq), oficial a Níger des de 1999 | Alfabet llatí de 37 lletres de l'amazic tuàreg (tamasheq), oficial a Níger des de 1999 | Alfabet llatí de 37 lletres de l'amazic tuàreg (tamasheq), oficial a Níger des de 1999 | Alfabet llatí de 37 lletres de l'amazic tuàreg (tamasheq), oficial a Níger des de 1999 | Alfabet llatí de 37 lletres de l'amazic tuàreg (tamasheq), oficial a Níger des de 1999 | Alfabet llatí de 37 lletres de l'amazic tuàreg (tamasheq), oficial a Níger des de 1999 | Alfabet llatí de 37 lletres de l'amazic tuàreg (tamasheq), oficial a Níger des de 1999 | Alfabet llatí de 37 lletres de l'amazic tuàreg (tamasheq), oficial a Níger des de 1999 | Alfabet llatí de 37 lletres de l'amazic tuàreg (tamasheq), oficial a Níger des de 1999 | Alfabet llatí de 37 lletres de l'amazic tuàreg (tamasheq), oficial a Níger des de 1999 | Alfabet llatí de 37 lletres de l'amazic tuàreg (tamasheq), oficial a Níger des de 1999 | Alfabet llatí de 37 lletres de l'amazic tuàreg (tamasheq), oficial a Níger des de 1999 | Alfabet llatí de 37 lletres de l'amazic tuàreg (tamasheq), oficial a Níger des de 1999 | Alfabet llatí de 37 lletres de l'amazic tuàreg (tamasheq), oficial a Níger des de 1999 | Alfabet llatí de 37 lletres de l'amazic tuàreg (tamasheq), oficial a Níger des de 1999 | Alfabet llatí de 37 lletres de l'amazic tuàreg (tamasheq), oficial a Níger des de 1999 | Alfabet llatí de 37 lletres de l'amazic tuàreg (tamasheq), oficial a Níger des de 1999 |
| -------------------------------------------------------------------------------------- | -------------------------------------------------------------------------------------- | -------------------------------------------------------------------------------------- | -------------------------------------------------------------------------------------- | -------------------------------------------------------------------------------------- | -------------------------------------------------------------------------------------- | -------------------------------------------------------------------------------------- | -------------------------------------------------------------------------------------- | -------------------------------------------------------------------------------------- | -------------------------------------------------------------------------------------- | -------------------------------------------------------------------------------------- | -------------------------------------------------------------------------------------- | -------------------------------------------------------------------------------------- | -------------------------------------------------------------------------------------- | -------------------------------------------------------------------------------------- | -------------------------------------------------------------------------------------- | -------------------------------------------------------------------------------------- | -------------------------------------------------------------------------------------- | -------------------------------------------------------------------------------------- | -------------------------------------------------------------------------------------- | -------------------------------------------------------------------------------------- | -------------------------------------------------------------------------------------- | -------------------------------------------------------------------------------------- | -------------------------------------------------------------------------------------- | -------------------------------------------------------------------------------------- | -------------------------------------------------------------------------------------- | -------------------------------------------------------------------------------------- | -------------------------------------------------------------------------------------- | -------------------------------------------------------------------------------------- | -------------------------------------------------------------------------------------- | -------------------------------------------------------------------------------------- | -------------------------------------------------------------------------------------- | -------------------------------------------------------------------------------------- | -------------------------------------------------------------------------------------- | -------------------------------------------------------------------------------------- | -------------------------------------------------------------------------------------- | -------------------------------------------------------------------------------------- |
| A                                                                                      | Ă                                                                                      | Ǝ                                                                                      | B                                                                                      | C                                                                                      | D                                                                                      | Ḍ                                                                                      | E                                                                                      | F                                                                                      | G                                                                                      | Ǧ                                                                                      | H                                                                                      | I                                                                                      | J                                                                                      | ǰ                                                                                      | Ɣ                                                                                      | K                                                                                      | L                                                                                      | Ḷ                                                                                      | M                                                                                      | N                                                                                      | Ŋ                                                                                      | O                                                                                      | P                                                                                      | Q                                                                                      | R                                                                                      | S                                                                                      | Ṣ                                                                                      | Š                                                                                      | T                                                                                      | Ṭ                                                                                      | U                                                                                      | W                                                                                      | X                                                                                      | Y                                                                                      | Z                                                                                      | Ẓ                                                                                      |
| a                                                                                      | ă                                                                                      | ǝ                                                                                      | b                                                                                      | c                                                                                      | d                                                                                      | ḍ                                                                                      | e                                                                                      | f                                                                                      | g                                                                                      | ǧ                                                                                      | h                                                                                      | i                                                                                      | j                                                                                      | ǰ                                                                                      | ɣ                                                                                      | k                                                                                      | l                                                                                      | ḷ                                                                                      | m                                                                                      | n                                                                                      | ŋ                                                                                      | o                                                                                      | p                                                                                      | q                                                                                      | r                                                                                      | s                                                                                      | ṣ                                                                                      | š                                                                                      | t                                                                                      | ṭ                                                                                      | u                                                                                      | w                                                                                      | x                                                                                      | y                                                                                      | z                                                                                      | ẓ                                                                                      |

El programa nacional d'alfabetització malinès DNAFLA ha proposat un estàndard per a l'alfabet llatí, que s'utilitza amb modificacions del Diccionari Tuàreg Francès de Karl G. Prasse i el programa d'alfabetització del govern a Burkina Faso. A Níger se'n va utilitzar un sistema lleugerament diferent. També hi ha alguna variació en el tifinag i en l'escriptura àrab.
El sistema DNAFLA és una ortografia una mica morfofonèmica: no indica l'escurçament de la vocal inicial, sempre escriu la partícula direccional com ⟨dd⟩, i no indica totes les assimilacions (p. ex.: ⟨Tămašăɣt⟩ per tămašăq.
A Burkina Faso els emfàtics s'indiquen amb les lletres "ganxudes", com en ful, per exemple ⟨ɗ ƭ⟩.